# Арканджели, Луиджи

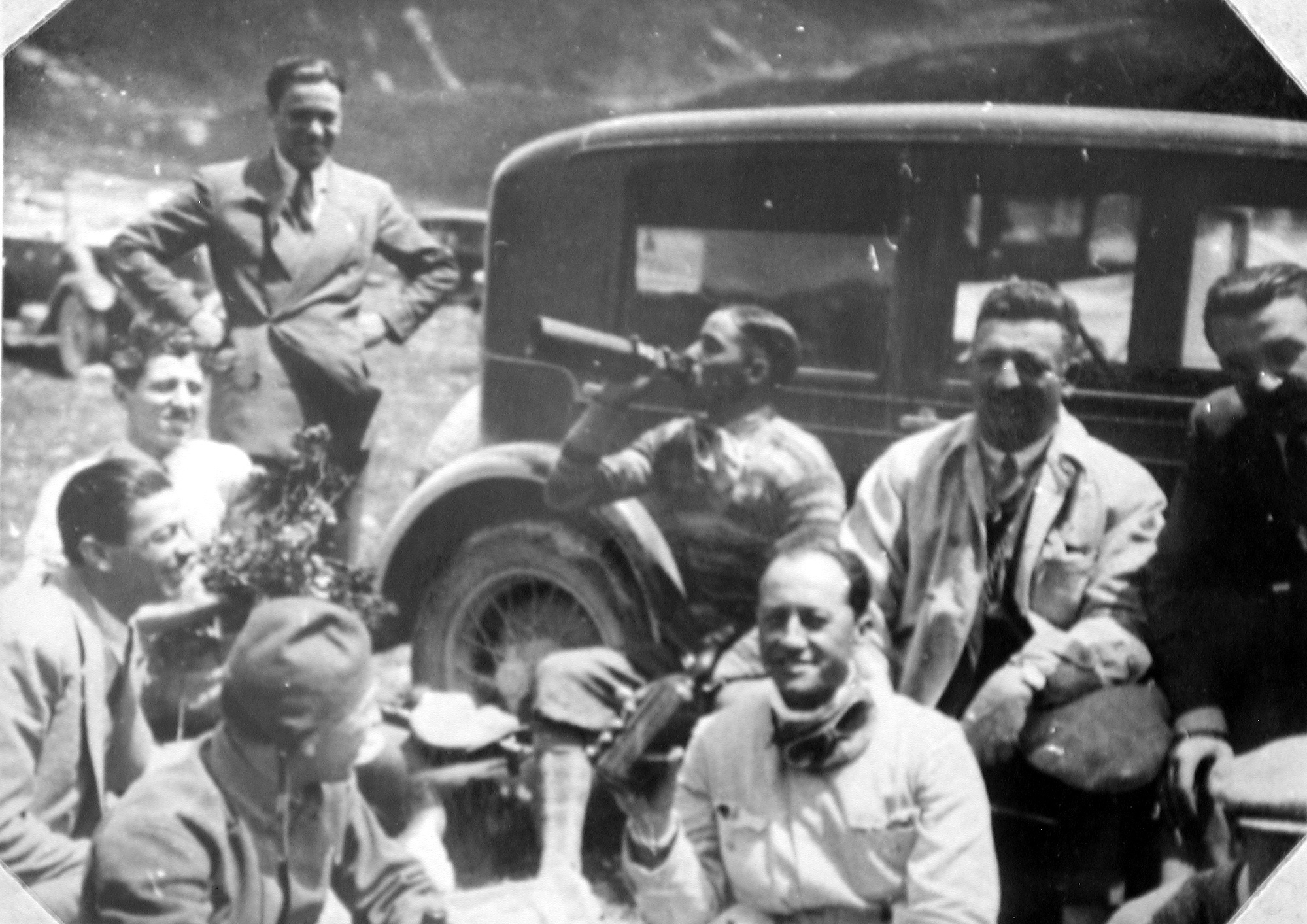
Арканджели (по центру, справа), с другим гонщиками Alfa Romeo Энцо Феррари

Луиджи Арканджели (итал. Luigi Arcangeli; 1894, Римини, Италия — 23 мая 1931, Монца, Италия) — итальянский мотоциклетный и автомобильный гонщик.

## Биография
Луиджи Арканджели был известным мотогонщиком, гонщиком таких заводских команд как Sarolea, Sunbean, Bianchi и Moto Guzzi, но впоследствии последовал как и его друг Тацио Нуволари в четырёхколесные гонки, где стал автогонщиком. Его первое появление в автогонках отмечается победой в 1928 году на Circuito di Senigallia на 2-х литровом Bugatti. После Bugatti, он управлял на Talbot-Darracqs, где выиграл на Кремоне в 1928 году. После его успешные результаты продолжились за рулём Maserati Tipo 8C-2500, с которой он выиграл Гран-при Рима в 1930 году. Позже он перебрался в Alfa Romeo в команду Энцо Феррари с его другом Нуволари в роли напарника.
Арканджели погиб в Монце за рулём Alfa Romeo Tipo A. Энцо Феррари был немногословен об этой драме и потере классного пилота: «прекрасная команда друзей с большим чувством жизни, всегда готовая поставить плечо друг другу».
Арканджели был прозван Gigione, El leon d’Rumagna, так как он любил одеваться в белое, был незапятнанный и всегда окружён женщинами. Scuderia Luigi Arcangeli была создана в честь имени Луиджи Арканджели благодаря его семье. Компания существует и по сей день, производя ограниченное количество мотоциклов «ArcangeliMoto regolarita». Компания была призёром в 2011 году на Бельгийском и Польском национальном чемпионате, а также была третьей на Европейском Эндуро чемпионате в категории Junior 50 куб.см. Компания располагается в Италии в регионе Марче, она также добилась много побед в Национальной французской лиге в категории 50 куб.см.